# Leonid Gorszkow
Leonid Aleksandrowicz Gorszkow (ros. Леонид Александрович Горшков, ur. 5 lipca 1930, zm. 3 września 1994) – radziecki polityk, wicepremier RFSRR (1985-1990).
Od 1952 należał do WKP(b), 1952 ukończył Syberyjski Instytut Górniczo-Metalurgiczny, od 1954 funkcjonariusz partyjny, 1963-1964 I sekretarz Komitetu Miejskiego KPZR w Kisielowsku. 1964-1974 sekretarz i kierownik wydziału, od 1968 II sekretarz, a od 24 września 1974 do 12 kwietnia 1985 I sekretarz Komitetu Obwodowego KPZR w Kemerowie. 1976-1990 członek KC KPZR, 1985-1990 zastępca przewodniczącego Rady Ministrów RFSRR, od 1990 na emeryturze. Deputowany do Rady Najwyższej ZSRR od 9 do 11 kadencji, deputowany ludowy ZSRR.